# Libnotes fijiensis
Libnotes fijiensis là một loài ruồi trong họ Limoniidae. Chúng phân bố ở miền Australasia.